# Restriction
Restriction è il decimo album in studio del gruppo musicale britannico Archive, pubblicato nel gennaio 2015.

## Tracce
1. Feel It – 3:17 (musica: Darius Keeler - testo: Dave Pen)
2. Restriction – 4:00 (musica: Darius Keeler, Danny Griffiths - testo: Pollard Berrier, Danny Griffiths)
3. Kid Corner – 3:39 (musica: Darius Keeler, Danny Griffiths - testo: Danny Griffiths, Holly Martin)
4. End of Our Days – 4:52 (musica: Darius Keeler - testo: Holly Martin)
5. Third Quarter Storm – 5:26 (musica: Darius Keeler - testo: Dave Pen)
6. Half Built Houses – 3:31 (musica: Darius Keeler - testo: Danny Griffiths)
7. Riding in Squares – 6:34 (musica: Darius Keeler, Danny Griffiths - testo: Danny Griffiths, Pollard Berrier)
8. Ruination – 3:52 (musica: Darius Keeler - testo: Dave Pen)
9. Crushed – 5:55 (musica: Darius Keeler - testo: Pollard Berrier, Holly Martin)
10. Black and Blue – 3:44 (musica: Darius Keeler - testo: Holly Martin, Danny Griffiths)
11. Greater Goodbye – 6:08 (musica: Danny Griffiths, Darius Keeler - testo: Danny Griffiths, Dave Pen)
12. Ladders – 5:03 (musica: Danny Griffiths - testo: Danny Griffiths, Pollard Berrier)

## Formazione
- Darius Keeler - tastiere, sintetizzatori, piano, organo, arrangiamenti
- Danny Griffiths - tastiere, campionatori, arrangiamenti
- Pollard Berrier - voce (2,7,9,12)
- Dave Pen - voce (1,5,8,11), percussioni
- Maria Quintile - voce (6)
- Holly Martin - voce (3,4,9,10)
- Steve "Smiley" Bernard - batteria, percussioni
- Mike Hurcombe - chitarra
- Jonathan Noyce - basso elettrico